# 大阪市交通局901形電車
大阪市交通局901形電車（おおさかしこうつうきょく901がたでんしゃ）は、大阪市交通局（大阪市電）が保有していた路面電車車両である。大阪市電で初めて流線形を採用した車両であるとともに、昭和戦前期の関西の路面電車を代表する形式の一つでもある。

## 製造経緯
801形の項でも述べたように、昭和初期の大阪市電は民営の大阪乗合自動車（青バス）と市バス（銀バス）との三つ巴の競争を繰り広げていた。合理化策のひとつとして、それまで大型車を投入していたのを改めて801形以降は中型車を新造・更新することにした。しかしながら、同時に市電創業期から大正中期にかけて製造された11・291・321・411形といった単車がその数を減らしつつもまだ数多く存在していたほか、明治末期に投入された大阪市電最初のボギー車である501形も、廃車が進行していたが多数残存していた。これらの車両は老朽化していて修繕費がかさんだだけでなく、一車あたりの輸送単位が小さいことから2人乗務では人件費が高くつき、収支の面で問題があった。そこで中型ボギー車を導入してこれらの車両を置き換えることによって、一車あたりの輸送単位を大きくするとともに運行本数の適正化を図ることとした。901形はこのような状況の下、801形の増備車として当時流行の流線形車体で登場した。
製造期間は1935年（昭和10年）12月から1936年（昭和11年）7月にかけてで、田中車輌（30両）、日本車輌製造（15両）、梅鉢車輌（5両）の3社で901 - 950の合計50両が新造された。

## 構造
旧1001形の機器流用で建造された801・806形などに続く、当時としては異例の2扉左右非対称配置車で、車体中央に幅広の乗降扉が設けられるなど、先行各形式のレイアウトが継承されていたが、当時流行の流線形が取り入れられて前面に後退角がつけられて前照灯も埋め込み式となり、車体断面も側窓下辺のラインで「く」の字に外側に膨らむように折れ曲がった、特徴的な形状にまとめ上げられていたことから「太鼓腹」のあだ名がつけられた。また、前面及び側面の車号表記も、楕円形のアルミ板をエッチングして数字と外枠を浮かび上がらせるという、凝ったものが取り付けられていた。しかし、この独特な車体断面のために、中扉の保守に手がかかった。
この形状は同時製作の旧1001形更新車である858形（戦後901形に統合）にも適用された他、続く旧2001形（861形）や旧2011形（868形）にも車体断面を通常型に変更の上で継承されたため、左右非対称の2枚窓を備える本形式の前面デザインは、戦前の大阪市電を代表する「顔」の一つとなった。
主電動機はゼネラル・エレクトリック社製GE-247-A（端子電圧600 V 時定格出力27.4 kW ≒40馬力）、台車はJ.G.ブリル社製ブリル77Eのデッドコピー品、主制御器は三菱電機製KR-8など複数の形式が混用された。

## 運用

### 戦前・戦中
901形は全車今里車庫に配属され、九条高津線を中心とした今里車庫担当系統で運用が開始された。801形も従来の市電のイメージを打ち破る画期的な車両ではあったが、901形は当時流行の流線形をいち早く採り入れた車両であったことから、利用者からはそのままずばりの「流線」と呼ばれた。特に今里車庫では同時期に更新された858形も含めると60両前後の同形車が所属しており、40両前後配属されていた1601形ともども、同車庫の主力車両となった。
また、901形は直後にモデルチェンジして登場した2001、2011形とともに1081、1601、801の各形式とならんで戦前の大阪市電を代表する車両となったほか、同時期に登場した神戸市電700形、京都市電600形、阪神国道線71形とともに1930年代後半の関西の路面電車の代表車の一つとなった。
太平洋戦争末期の大阪大空襲では、今里車庫は市電各車庫の中で唯一被災しなかったものの、本形式は運行中などの車両が8両被災したほか、1両が事故に遭って合計9両の廃車が発生した。その後、1949年（昭和24年）の改番で全く同一仕様の車体を持つ858形との統合が実施され、欠番を埋めて整理・改番が実施された結果、901 - 961の61両となった。その際に車号表記は他形式と同じペンキによる手書きとなっている。

### 戦後
戦後の901形は、1951年（昭和26年）にラストナンバーの961号が廃車され、その後は60両が今里車庫を中心に、港、鶴町、三宝の各車庫に分散配置された。今里車庫以外の各車庫は、港車庫が戦前の築港車庫が空襲で全焼して廃止になったものの復活、鶴町車庫は地盤沈下のため一時閉鎖されたものの移転復活、というように変遷があるものの、いずれも戦前・戦中から858形が配属されており、本形式と縁の深い車庫であるといえる。また、改番と前後して、同じような窓構造を持つ801、861、868の各形式同様、戦中・戦後のガラス不足によって、前面窓のうち、左側大窓の左1/4の位置あたりに桟が設けられたことから、一見すると変則配置の3枚窓のようになった。集電装置もトロリーポールがビューゲルに交換され、塗装も戦前の標準色である小豆色から、戦後の標準色となったベージュとマルーンの2色塗り分けに変更され、中扉の歪みがひどくなってきたために中扉をプレス製のものに交換したが、それ以外はほぼ原形を保ったまま使用された。中扉交換の際には「く」の字の角度が1両ずつ微妙に異なっていたため、1両ずつ微妙に寸法調整（現物合わせ）しながら交換したという逸話が残っている。

## 譲渡
1960年より段階的に市電路線の縮小が開始されると、車齢の比較的古い本形式は余剰を来すようになり、譲渡対象となった。
熊本市交通局へは1963年（昭和38年）9月に905・922・927 - 930・936・937・940・945の10両が譲渡され、380形380 - 389として竣工、続いて1964年9月には913・923・944・948 - 952・957・959の10両が390形390 - 399に、そして1965年9月には926・931・932・939・947の5両が400形401 - 405に、909・911・925・935・953の5両がワンマン化改造をナニワ工機で実施の上で1000形1001 - 1005としてそれぞれ竣工し、1972年（昭和47年）まで使用された。
また、鹿児島市交通局へは904・914・916・917・919・920の6両が1963年（昭和38年）9月にへ譲渡されて200形201 - 206となり、神戸市交通局へは901・902・906・910・912・915・918・921・924・941 - 943・946・958・960の15両が1963年（昭和38年）12月に譲渡され、大阪車両工業で改造の上で200形（2代目）201 - 215となった。
もっとも、神戸市へ譲渡された15両は救助網の構造上の相違から、神戸市での使用において問題があることが判明したため、同様に譲渡された801形と共に1968年までに全車廃車となり、置き換え対象であったはずの300形二軸単車が延命されるという結果に終わっており、鹿児島への譲渡車についても製造時期の古さに起因する車体の老朽化は否めず、前頭部を絞って標準仕様とするなどの改造工事は実施されていたものの、1969年（昭和44年）の大阪市電全廃時に2601形が大量譲渡されて800形となったため、短期間で淘汰されている。
こうして戦後残された61両中51両が譲渡されたが、いずれも比較的短期間で廃車となり、先に廃車された961を除く残る9両についても1964年（昭和39年）3月までに全車廃車され、そのまま解体された。

## 保存

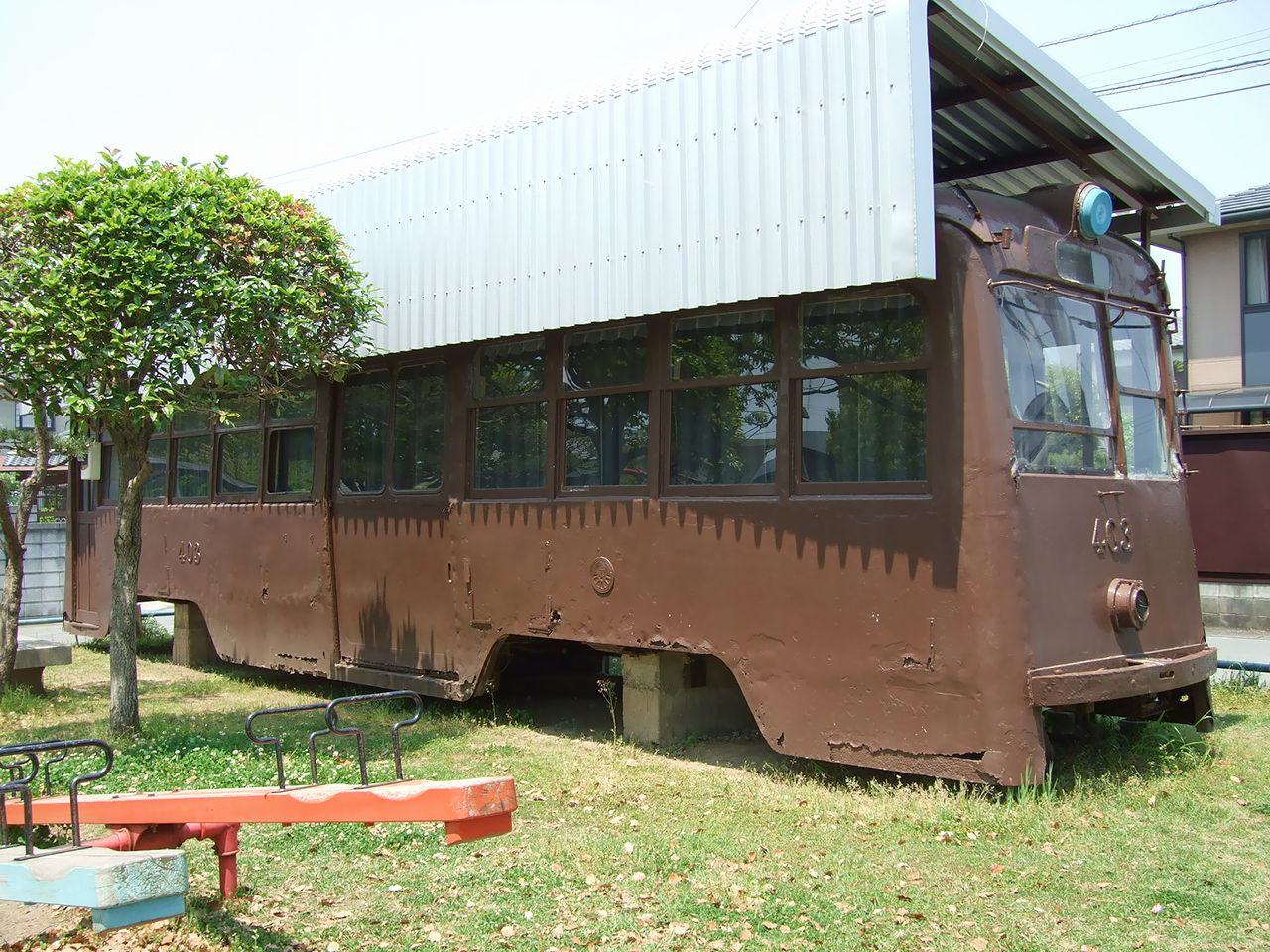
熊本市電400形403（旧大阪市電932）廃車体。熊本市内の島町公園で集会所として使用されている

本形式は、1601形と共に戦前の大阪市電の黄金時代を代表する車種であるにもかかわらず、局内では保存車は1両も存在せず、大阪市より民間に払い下げられた車両も全て解体されている。しかし、譲渡先の熊本市で廃車後、島町公園の集会所に転用された車両があり、現在もその独特な車体形状を保っている。

## その他
1983年（昭和58年）に発行された「市営交通80周年記念記念乗車券」には、1601形や3001形などとならんで登場しているほか、2006年（平成18年）10月から放送を開始したNHKの朝の連続テレビ小説『芋たこなんきん』において本形式の走行シーンがCGで再現されたり、番組紹介の特別番組でそのCGの作成過程が紹介されるなど、大阪市電を代表する車両として時を越えて紹介されることの多い車両である。